# ブラインド・ガーディアン
ブラインド・ガーディアン（BLIND GUARDIAN）は、ドイツ出身のパワーメタル・バンド。
1984年に「ルシファーズ・ヘリテイジ」というバンド名で旧西ドイツのクレーフェルトとメーアブッシュにて結成。1987年に「ブラインド・ガーディアン」という名前に変更。今日のジャーマンメタルの代表バンド。
ファンタジーをモチーフにしたエピック的スタイルを展開し、特に「スティーヴン・キング」、「マイケル・ムアコック」、「J・R・R・トールキン」他の作品を主題にした楽曲が多い。

## スタイル
- カイ・ハンセン（Helloween）と交流が深く、2nd、3rdではゲストボーカルとして参加している。
- 幻想的な世界観を重厚でドラマチックな音楽と壮大な合唱（コーラス）で表現したシンフォニックパワーメタル。オーケストレーションを導入したより壮大で複雑な楽曲が増え、その集大成がオーケストラアルバム「レガシー・オブ・ザ・ダーク・ランズ（Legacy of the Dark Lands） 」である。

- ギタリストのアンドレ・オルブリッチは、ほとんどのギターソロを「作曲」しているため、特徴的なギターソロが多い（ギタリストは即興演奏でギターソロを作る者が多く、そのため似たようなフレーズが目立ち「手癖」と揶揄されるケースもある）。また、ソロ以外でも伴奏時にソロパートのようなフレーズを入れることも少なくない。

- ブラインド・ガーディアンでは、アンドレ・オルブリッチがほとんどのギターソロを弾いており、マーカス・ズィーペンはバッキングに回ることが多い。

- クイーンとハロウィンを合わせたような音楽性、と評されることもある。ギターのアンドレは、影響を受けたギタリストとしてクイーンのブライアン・メイの名を挙げている。

- ライブでは、初期から今日までソロ（ドラムソロ、ギターソロ）の時間を設けることはない。だが、観客は多くの曲で合唱し、特にハンズィに歌わせないくらい観客だけの大合唱になる「バーズ・ソング I -イン・ザ・フォレスト-（The Bard's Song -In The Forest-）」は有名。また、「ヴァルハラ（Valhalla）」も人気の曲でサビは大合唱し、ラストでも合唱。

## メンバー
結成当初からしばらくはハンズィ・キアシュがボーカルとベースを兼任していたが、1998年以降はボーカルに専念するようになり、サポートとしてのベースメンバーが入る。
元ドラマーのトーマス・スタッシュの怪我や「肺が4つあったため」の手術などでドラムのサポートメンバーを起用したことがある。2005年トーマスが、音楽性の違いから脱退。
2006年にフレデリックが加入。メジャーデビュー後初のメンバー・チェンジとなった。彼はオーディション時に「アンド・ゼン・ゼア・ワズ・サイレンス（And Then There Was Silence）」を披露してメンバーを驚かせた。

### 現ラインナップ
- ハンズィ・キアシュ (Hansi Kürsch 本名：Hans Jürgen Kürsch) - ボーカル (1984– )
- アンドレ・オルブリッチ (André Olbrich) - リードギター (1984– )
- マーカス・ズィーペン (Marcus Siepen) - リズムギター (1987– )
- フレデリック・エームケ (Frederik Ehmke) - ドラムス (2005– )

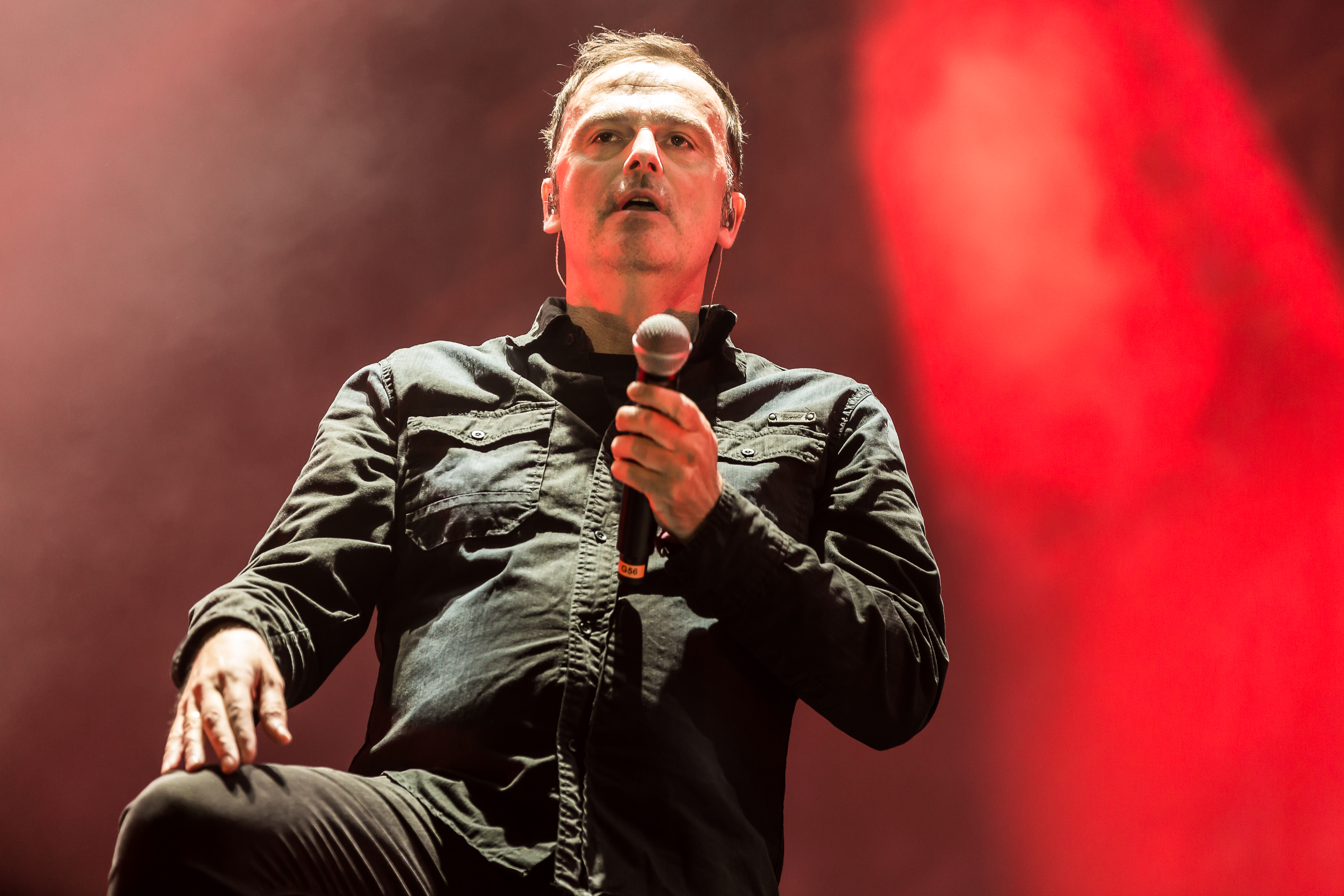
ハンズィ・キアシュ(Vo) 2023年
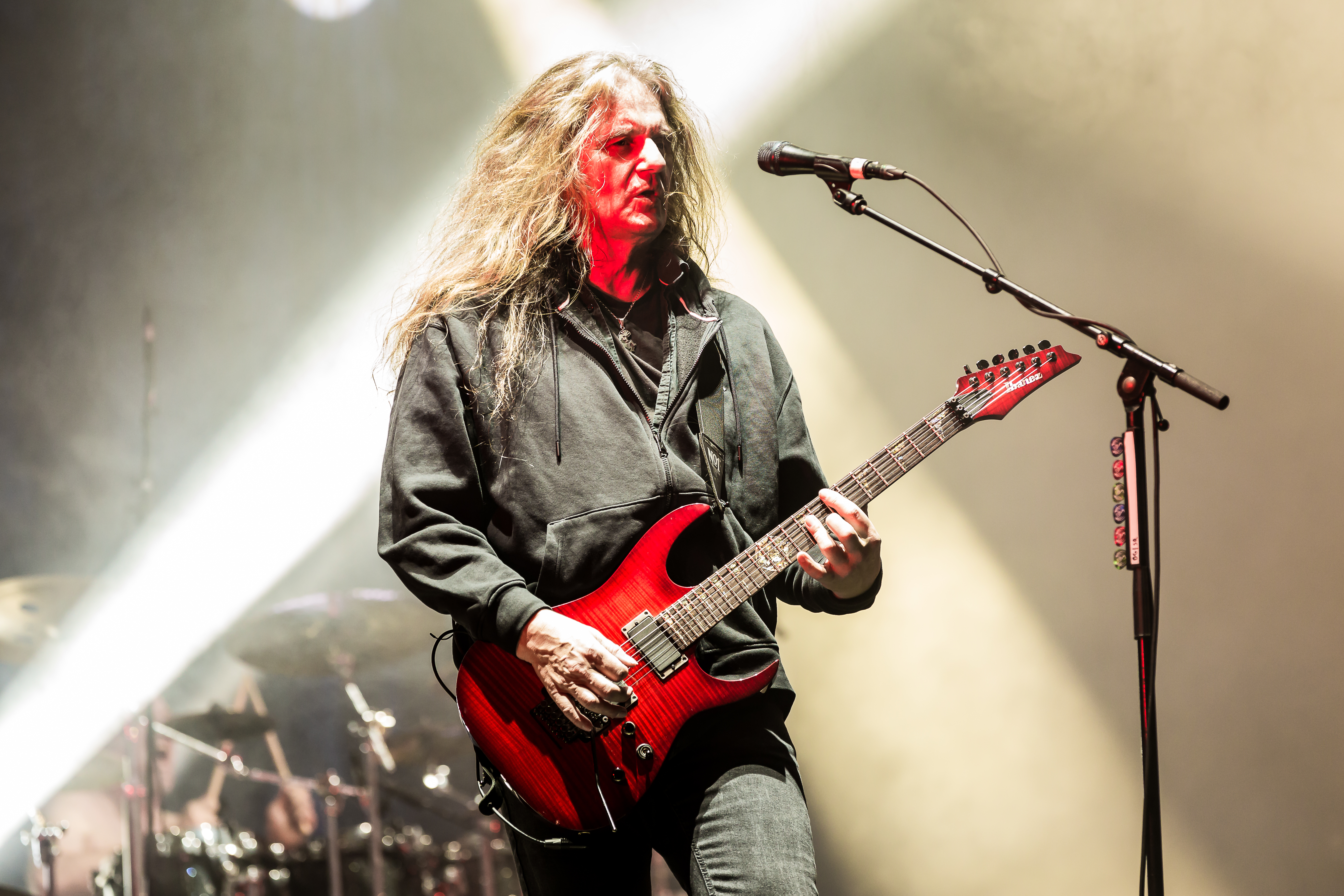
アンドレ・オルブリッチ(G) 2023年
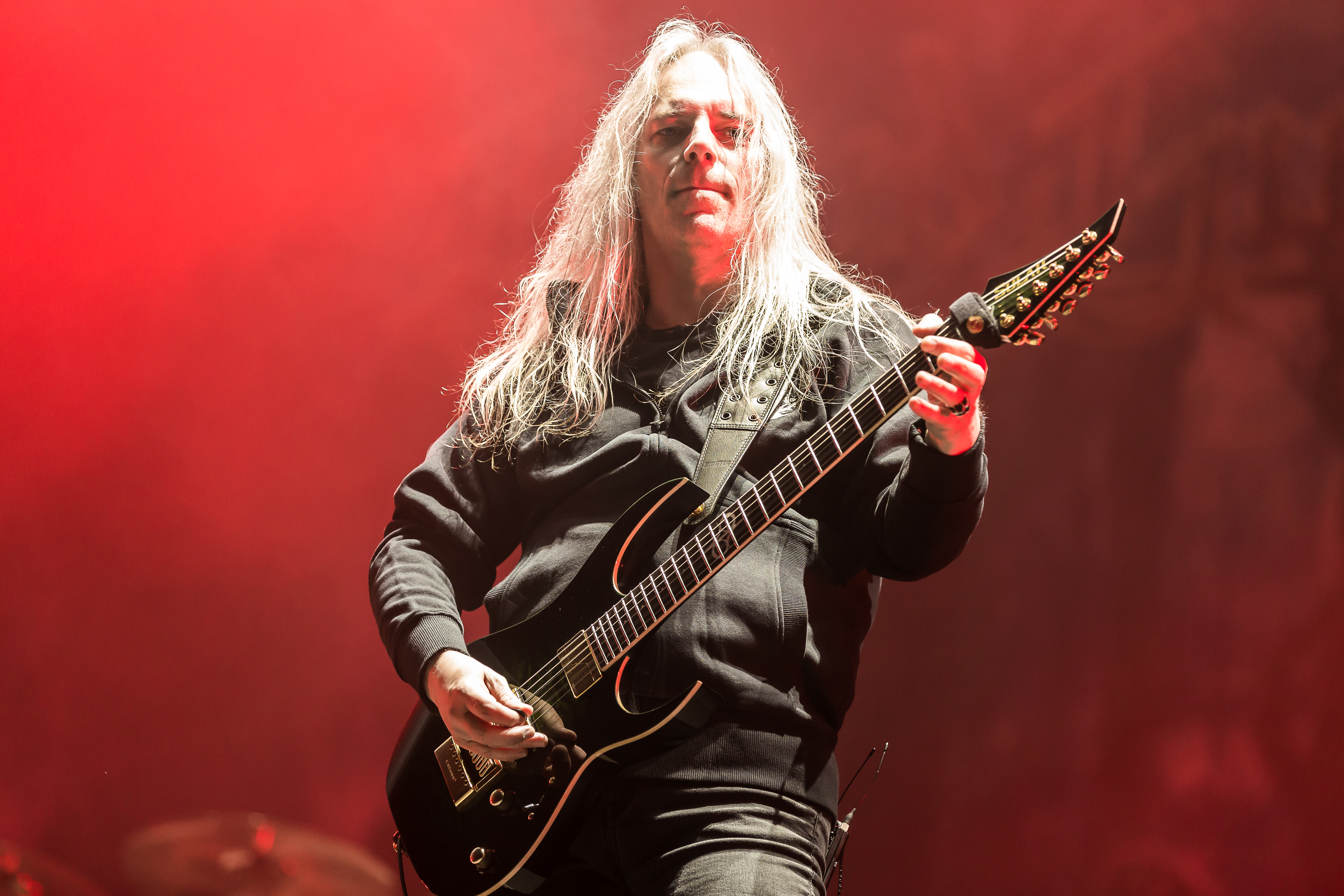
マーカス・ズィーペン(G) 2023年
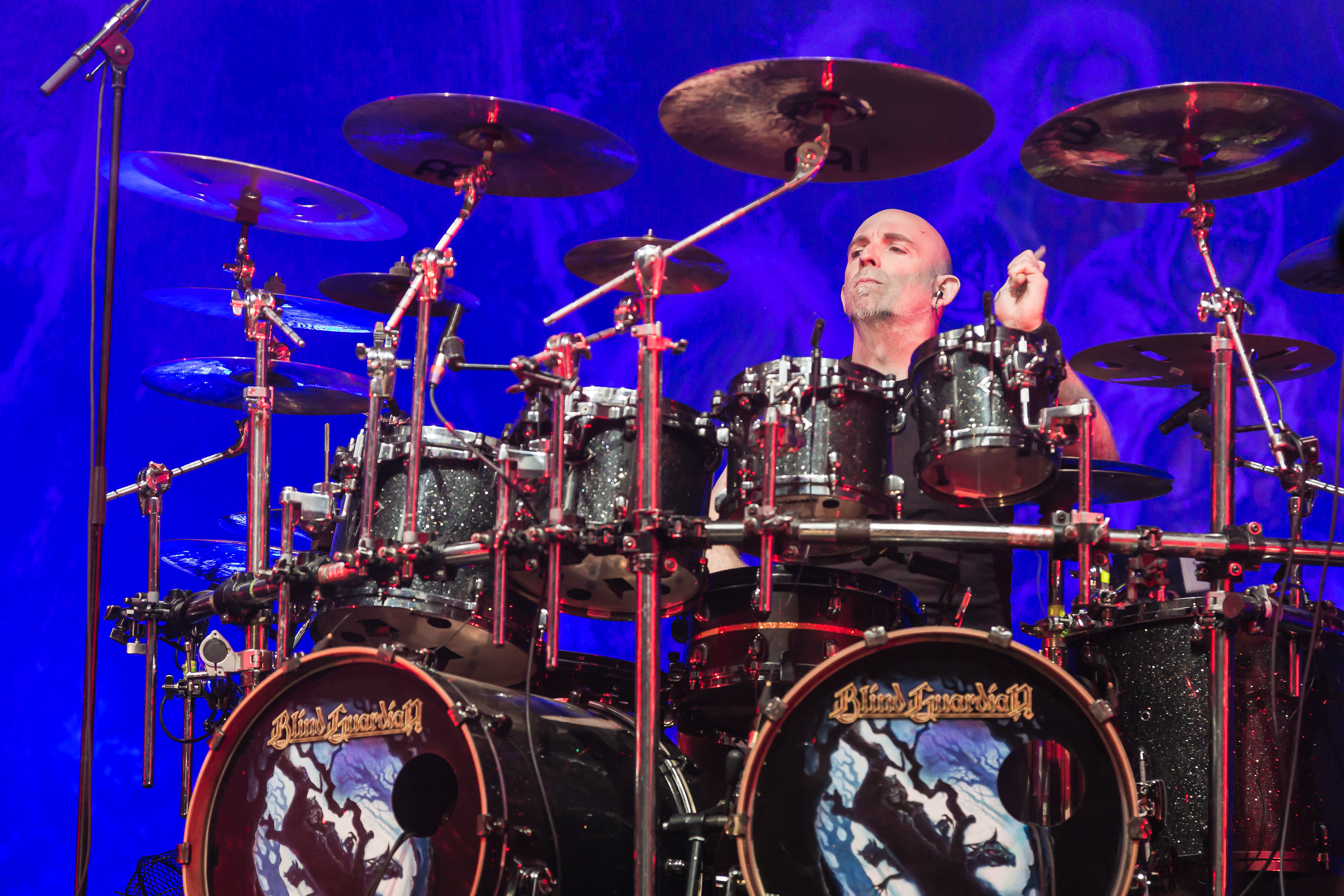
フレデリック・エームケ(Ds) 2023年

### ゲストミュージシャン
- ケネス・ベルガー　(Kenneth Berger) - ツアー　-　キーボード、ピアノ/バックコーラス (2023-)
- マティアス・ウルマー　(Matthias Ulmer)　-　スタジオ　-　キーボード、ピアノ (2007–)
- ヨハン・ファン・ストラタム　 (Johan van Stratum)　-　スタジオ/ツアー　-　ベース/バックコーラス (2021-)
- マティアス・ヴィーズナー　(Mathias Wiesner)  - スタジオ　-　キーボード（1989-2002）/ベース（1992）
- マーク・ジマーマン　(Marc Zimmerman) - ツアー　-　キーボード (1992-1993)
- オリバー・ホルツヴァルト　(Oliver Holzwarth)　-　スタジオ/ツアー　-　ベース/バックコーラス （1997-2011）
- パット・ベンダー　(Pat Bender) - スタジオ　-　キーボード (2002-2006)
- バーレンド・クールボワ　(Barend Courbois)　-　スタジオ/ツアー　-　ベース/バックコーラス (2012-2020)
- ミヒャエル・"ミー"・シューレン　(Michael "Mi"Schüren) - スタジオ/ツアー　-　キーボード、ピアノ/バックコーラス (1997-2022)

### 旧メンバー
- トーマス・ケレナーズ　(Thomas Kelleners) - ボーカル (1984)
- マーカス・デュルク　(Markus Dörk) - ギター (1984–1985)
- トーマス "トーメン" スタッシュ　(Thomas“Thomen”Stauch) - ドラムス (1984–1985, 1987–2005)
- クリストフ・タイセン　(Christof Theißen) - ギター (1986)
- ハンス＝ピーター・フレイ　(Hans-Peter Frey) - ドラムス (1986)

## ディスコグラフィー

### スタジオアルバム
発売元はJVCケンウッド・ビクターエンタテインメント（当時は、ビクター音楽産業株式会社、ビクター・エンターテインメント株式会社）。
| | 発売年 | タイトル                                                                        |
| --- | ------ | ------------------------------------------------------------------------------- |
| 1 | 1988年 | バタリアンズ・オブ・フィア Battalions Of Fear                                   |
| 『指輪物語』など、ファンタジー色の強いアルバム |        |                                                                                 |
| 2 | 1989年 | フォロー・ザ・ブラインド Follow The Blind                                       |
| マイケル・ムアコックの『エターナルチャンピオンシリーズ』を題材にした曲や、スティーヴン・キングの作品を題材にした曲が収録。「ヴァルハラ」は、未だにライブ中に合唱する珠玉の一曲 |        |                                                                                 |
| 3 | 1991年 | テイルズ・フロム・ザ・トワイライト・ワールド Tales from The Twilight World      |
| 日本デビュー盤。『指輪物語』のタイトル曲がある。後のインタビューで映画『ロード・オブ・ザ・リングの主題歌コンペに出したかと訊かれたハンズィは、締切に間に合わなかったと答えている |        |                                                                                 |
| 4 | 1992年 | サムホェア・ファー・ビヨンド Somewhere Far Beyond                               |
| マイケル・ムアコックの『エターナルチャンピオンシリーズ』を題材にした曲や『ホビットの冒険』を題材にした「バーズ・ソング I イン・ザ・フォレスト」は、ライブ中に観客全員で大合唱する曲として有名 |        |                                                                                 |
| 5 | 1995年 | イマジネーションズ・フロム・ジ・アザー・サイド Imaginations From The Other Side |
| ファンタジー全般に捧げた題材や、アーサー王伝説を題材にした曲も収録 |        |                                                                                 |
| 6 | 1998年 | ナイトフォール・イン・ミドル・アース Nightfall In Middle-Earth                  |
| 作家J・R・R・トールキンの息子（三男）であり、父親の死後に公表された多くの作品の編者でもあるクリストファ・トールキンに許可を受け『シルマリルの物語』の『クウェンタ・シルマリッリオン』を題材にしたコンセプトアルバム。ただし、アルバムの楽曲は物語の途中で終わっている。 |        |                                                                                 |
| 7 | 2002年 | ナイト・アット・ジ・オペラ A Night At The Opera                                 |
| AD&Dの架空世界・小説である『ドラゴンランス』シリーズを題材にした曲も収録 |        |                                                                                 |
| 8 | 2006年 | ア・トゥイスト・イン・ザ・ミス A Twist In The Myth                              |
| 新メンバーのフレデリック(Dr)のデビュー盤である。この頃からPVが制作されるようになる |        |                                                                                 |
| 9 | 2010年 | アット・ジ・エッジ・オブ・タイム At The Edge Of Time                            |
| アクションRPG『Sacred 2: Fallen Ange』内にメンバーが登場し、彼らが依頼してくるクエストをクリアすると、バンドの使用楽器をモチーフにしたユニークな武器を入手できるほか、ゲーム内で開催されるライブに招待され、中で同曲がプレイされる。『時の車輪（The Wheel of Time）』シリーズを題材にした曲も収録。デモ音源等が収録されたボーナスディスクが付属するデラックス盤も発売。 オーケストラ演奏は、フィルムハーモニック・オーケストラ・プラハ（FILMharmonic Orchestra Prague）による演奏 |        |                                                                                 |
| 10 | 2015年 | ビヨンド・ザ・レッド・ミラー Beyond The Red Mirror                              |
| 「イマジネーションズ・フロム・ジ・アザー・サイド」の続編にあたる。 オーケストラは、「アット・ジ・エッジ・オブ・タイム」に引き続きフィルムハーモニック・オーケストラ・プラハ（FILMharmonic Orchestra Prague）による演奏 |        |                                                                                 |
| 11 | 2022年 | ザ・ゴッド・マシーン The God Machine                                            |
| アルバムデザインはトレーディングカードゲーム「マジック：ザ・ギャザリング」のイラストも手掛けてきたアメリカ人イラストレーターのピーター・モーアバッカー（Peter Mohrbacher）が描く堕天使ガドリエル（Gadreel） |        |                                                                                 |

### シングル　（ミニアルバム）
日本盤のみについて記載。発売元はJVCケンウッド・ビクターエンタテインメント（旧ビクター・エンターテインメント株式会社）。
| | 発売年 | タイトル                                                              | アルバムタイトル                                                                |
| --- | ------ | --------------------------------------------------------------------- | ------------------------------------------------------------------------------- |
| 1 | 1995年 | パースト・アンド・フューチャー・シークレット A Past and Future Secret | イマジネーションズ・フロム・ジ・アザー・サイド Imaginations From The Other Side |
| 1.パースト・アンド・フューチャー・シークレット(A Past and Future Secret) 2.イマジネーションズ・フロム・ジ・アザー・サイド(Imaginations From The Other Side) 3.魔法使い(The Wizard)は、ユーライア・ヒープのカヴァー 4.パースト・アンド・フューチャー・シークレット(A Past and Future Secret)は、オーケストラミックス。アルバム未収録 |        |                                                                       |                                                                                 |
| 2 | 1995年 | ブライト・アイズ Bright Eyes                                          | イマジネーションズ・フロム・ジ・アザー・サイド Imaginations From The Other Side |
| 1.ブライト・アイズ(Bright Eyes)は、エディットバージョン。アルバム未収録 2.ミスター・サンドマン(Mr. Sandman)は、ザ・コーデッツ のカヴァー。全員が女装したPVも制作された。 3.ハレルヤ(Hallelujah)は、ディープ・パープルのカヴァー 4.イマジネーションズ・フロム・ジ・アザー・サイド(Imaginations From The Other Side)は、エクステンデッドデモバージョン。アルバム未収録 5.パースト・アンド・フューチャー・シークレット(A Past and Future Secret)は、エクステンデッドデモバージョン。アルバム未収録 |        |                                                                       |                                                                                 |
| 3 | 1998年 | ミラー・ミラー Mirror, Mirror                                         | ナイトフォール・イン・ミドル・アース Nightfall In Middle-Earth                  |
| 1.ミラー・ミラー(Mirror, Mirror) 2.アンド・ザ・ストーリー・エンズ (And The Story Ends...)は、ライブバージョン。アルバム未収録 3.イマジネーションズ・フロム・ジ・アザー・サイド(Imaginations From The Other Side)は、ライブバージョン。アルバム未収録 4.死の国の彼方に(Beyond The Realms Of Death)は、ジューダス・プリーストの4作目のアルバム「ステンド・クラス」の収録曲をカヴァー。アルバム未収録                                                                                              |        |                                                                       |                                                                                 |
| 4 | 2001年 | アンド・ゼン・ゼア・ワズ・サイレンス Then There Was Silence           | ナイト・アット・ジ・オペラ A Night At The Opera                                 |
| 1.アンド・ゼン・ゼア・ワズ・サイレンス(Then There Was Silence) 2.ハーヴェスト・オブ・ソロウ(Harvest Of Sorrow)は、アルバム未収録 ※ボーン・イン・ア・モーニング・ホール(Born in a Mourning Hall) のPV収録。アルバム未収録 |        |                                                                       |                                                                                 |
| 5 | 2006年 | フライ Fly                                                            | ア・トゥイスト・イン・ザ・ミス A Twist In The Myth                              |
| 1.フライ (Fly) 2.スカルズ・アンド・シャドウズ(Skalls And Shadows)は、アコースティックバージョン。アルバム未収録 3.ガダ・ダ・ヴィダ（In-A-Gadda-Da-Vida）」は、アイアン・バタフライのカヴァー。アルバム未収録 |        |                                                                       |                                                                                 |
| 6 | 2007年 | アナザー・ストレンジャー・ミー Another Stranger Me                    | ア・トゥイスト・イン・ザ・ミス A Twist In The Myth                              |
| 1.アナザー・ストレンジャー・ミー (Another Stranger Me) 2.オール・ザ・キングス・ホーセズ(All The King's Horses) 3.私の小さな夢（Dream A Little Dream Of Me）」は、ママス＆パパスのキャス・エリオットのカヴァー。アルバム未収録 4.ライオンハート (Lionheart)は、デモバージョン。アルバム未収録 5.ジ・エッジ (The Edge)は、デモバージョン。アルバム未収録 ※エクストラデータとして、タイトル曲のPVを収録。アルバム未収録                                                                            |        |                                                                       |                                                                                 |
| 7 | 2010年 | ア・ヴォイス・イン・ザ・ダーク A Voice In The Dark                    | アット・ジ・エッジ・オブ・タイム At The Edge Of Time                            |
| 1.ア・ヴォイス・イン・ザ・ダーク(A Voice In The Dark) 2.ユー・アー・ザ・ヴォイスは、ジョン・ファーナムのカヴァー。アルバム未収録 3.ウォー・オブ・ザ・スローンズ(War Of The Thrones)は、アコースティックバージョン。アルバム未収録 |        |                                                                       |                                                                                 |

### ライブアルバム
日本盤は特に明記のない場合を除き、発売元はJVCケンウッド・ビクターエンタテインメント（旧ビクター・エンターテインメント株式会社）。
- トーキョー・テイルズ （旧題：東京物語） Tokyo Tales（1993年）
1992年末の日本公演を収録したライブ・アルバム。こぼれ話として、この初来日では大阪公演の観客の盛り上がりや歓声が凄まじく、関係者の誰もが大阪公演を収録するものと考えていたのだが、ステージ上ではその違いに気づかなかったために東京公演を収録してしまった、と後にメンバーが語っている。
- ライヴ！ Live（2003年）
2枚組ライブアルバム。
- ライヴ・ビヨンド・ザ・スフィアス　Live Beyond the Spheres  (2017年)[7]
3枚組ライブアルバム。日本盤は、輸入アルバムに日本語解説書封入という形でワードレコーズより発売。

### コンピレーションアルバム
日本盤は特に明記のない場合を除き、発売元はJVCケンウッド・ビクターエンタテインメント（旧ビクター・エンターテインメント株式会社）。
- フォゴトゥン・テイルズ The Forgotten Tales（1996年）コンピレーション
アルバム未収録曲などで構成された編集盤。
- メモリーズ・オブ・ア・タイム・トゥ・カム Memories of a Time to Come （2012年）
3枚組CD限定版。結成25周年(2012年時)記念ベスト・アルバム。デビュー・アルバム『バタリアンズ・オブ・フィア』から『アット・ジ・エッジ・オブ・タイム』までの楽曲を、4曲再レコーディング及び2011年リミックスで収録。ディスク3にはデモ・ヴァージョンを収録。EMIミュージックジャパンより発売。
- ア・トラヴェラーズ・ガイド・トゥ・スペース・アンド・タイム 　Traveler's Guide to Space & Time（2013年）
15枚組CD(13作品)限定版。1988年のデビューから2004年まで在籍したヴァージン・レコードで発表した作品を1つにしたボックスセット。全楽曲がデジタルリマスター化され、一部の楽曲は最新リミックス版。ユニバーサルミュージックより発売。

### オーケストラアルバム
- レガシー・オブ・ザ・ダーク・ランズ Legacy of the Dark Lands （2019年）
ブラインド・ガーディアン・トワイライト・オーケストラ（BLIND GUARDIAN TWILIGHT ORCHESTRA）名義。ハンズィ（ヴォーカル）とアンドレ（オーケストラル・コンポジション）の二人のみのクレジット。
初めてのオーケストラアルバム。ドイツ人作家マルクス・ハイツ（ドイツ語: Markus Heitz）著の『Die Dunklen Lande』（日本未発売）をモチーフにした。[8]日本盤は、輸入アルバムに（日本語解説書/歌詞対訳付）封入という形でワードレコーズより発売。[9]
オーケストラは、アット・ジ・エッジ・オブ・タイム、ビヨンド・ザ・レッド・ミラーに引き続きFILMharmonic Orchestra Pragueによる演奏。
通常版（CD1枚）と通常版にインストゥルメンタルのみのCD1枚が付いたバージョンの計2種類。

### DVD
- イマジネーション・スルー・ザ・ルッキング・グラス　Imaginations Through the Looking Glass （2003年）
2013年6月16・17日に南ドイツ、コーブルクで行われた、初めての『ブラインド・ガーディアン・オープン・エアー （Blind Guardian Open Air）』という冠フェスティバルの2日間のステージを収めた2枚組ライヴDVD。1枚目はライブ映像。2枚目はメイキング映像やインタビュー、ボーナスソングを収録。両日共に動画撮影班が入るため、同じような服装をするように指示されていたが、何故かギタリストの2人はそれを完全に無視して登場した。

## 日本公演
- 1992年　初来日
12月1日　大阪厚生年金会館　3日　名古屋港湾会館　4日　新宿厚生年金会館　5日　神奈川県民ホール　6日　NHKホール
※ブラック・サバス日本公演のキャンセル会場を使用したと言われている。
※『トーキョー・テイルズ』は12月4日と6日の東京公演の模様を収めた1stライブアルバム。
- 1995年
9月30日　中野サンプラザ大ホール　10月1日　あましんアルカイックホール（尼崎市総合文化センター）　2日　名古屋CLUB QUATTRO　4日　川崎クラブチッタ
- 1998年
10月2日・3日　新宿LIQUIDROOM　4日　横浜ベイホール　5日　名古屋CLUB QUATTRO　6日　IMPホール
- 2002年
7月25日　心斎橋CLUB QUATTRO　26日　名古屋CLUB QUATTRO　27日・28日　渋谷CLUB QUATTRO
- 2007年　ANGRAとのカップリング・ツアー
2月2日　渋谷公会堂　4日　なんばhatch（湊町リバープレイス）　5日　ZeppFukuoka　6日　ZeppNagoya　8日　広島CLUB QUATTRO　10日　ZeppSapporo　12日　新宿厚生年金会館　13日　SHIBUYA-AX
※このツアーはアングラと交代でトリをつとめた。
- 2007年10月20日　LOUD PARK 07
- 2015年
6月23日　大阪BIG CAT　24日　名古屋ボトムライン　25日　Shibuya O-EAST
- 2016年10月8日　LOUD PARK 16
※「イマジネーションズ・フロム・ジ・アザー・サイド Imaginations From The Other Side」アルバムを最初から順に全曲をプレイ。